# Percy Folio
El Percy Folio es un libro en folio de baladas inglesas usado por Thomas Percy para recopilar sus Reliquias de poesía antigua. El folio está escrito a mano a mediados del siglo XVII. Fue la fuente documental más importante usada por Francis James Child para su colección de baladas de 1883. 
Aunque el propio manuscrito fue compilado en el siglo XVII, parte de su material puede remontarse hasta el siglo XII. Además de las baladas recogidas por Percy y Child, el folio contiene un poema aliterativo del siglo XIV en inglés medio titulado Death and Liffe y Scottish Feilde, que es un poema sobre la batalla de Flodden. El manuscrito contiene baladas, en su mayor parte, pero también romances métricos.
Los que eran propietarios del manuscrito antes de Percy no lo trataron bien. Algunas páginas se arrancaron para prender fuegos, y sus propietarios probablemente consideraron que su inglés medio y dialecto de frontera era incomprensible y sin valor alguno. Cuando Percy se hizo con el manuscrito, inicialmente no lo trató mejor. Escribió sobre las páginas, arrancó hojas y "reparó" parte de sus versos. A pesar de ello, el Percy Folio es, como el Libro de Exeter, el Pearl Manuscript, y el monstrarum librarum de la Biblioteca Cotton del manuscrito de Beowulf, uno de los más importantes documentos en poesía inglesa. Una edición completa del contenido del folio no se publicó hasta 1867, con un suplemento de canciones "relajadas y humorísticas" al año siguiente. El folio original está en la Biblioteca Británica.
La escritura del manuscrito parece ser la misma en todo él y se parece algo a la del lexicógrafo Thomas Blount, pero no puede asegurarse si fue él quien originarimanete recopiló esta obra.